# Theresia Birkenhauer
Theresia Birkenhauer (* 17. Juni 1955 in Eikeloh, Nordrhein-Westfalen; † 6. November 2006 in Berlin) war eine deutsche Theaterwissenschaftlerin und Dramaturgin.

## Leben
Theresia Birkenhauer arbeitete u. a. als Dramaturgin unter der Intendanz von Frank-Patrick Steckel am Schauspielhaus Bochum. Hier arbeitete sie auch mit Jürgen Gosch und Johannes Schütz zusammen. Danach entstand in Zusammenarbeit mit der Choreographin und Regisseurin Reinhild Hoffmann und der Komponistin Isabel Mundry das Musiktheaterstück Ein Atemzug – Die Odyssee. Die Auftragskomposition wurde im September 2005 an der Deutschen Oper Berlin uraufgeführt.

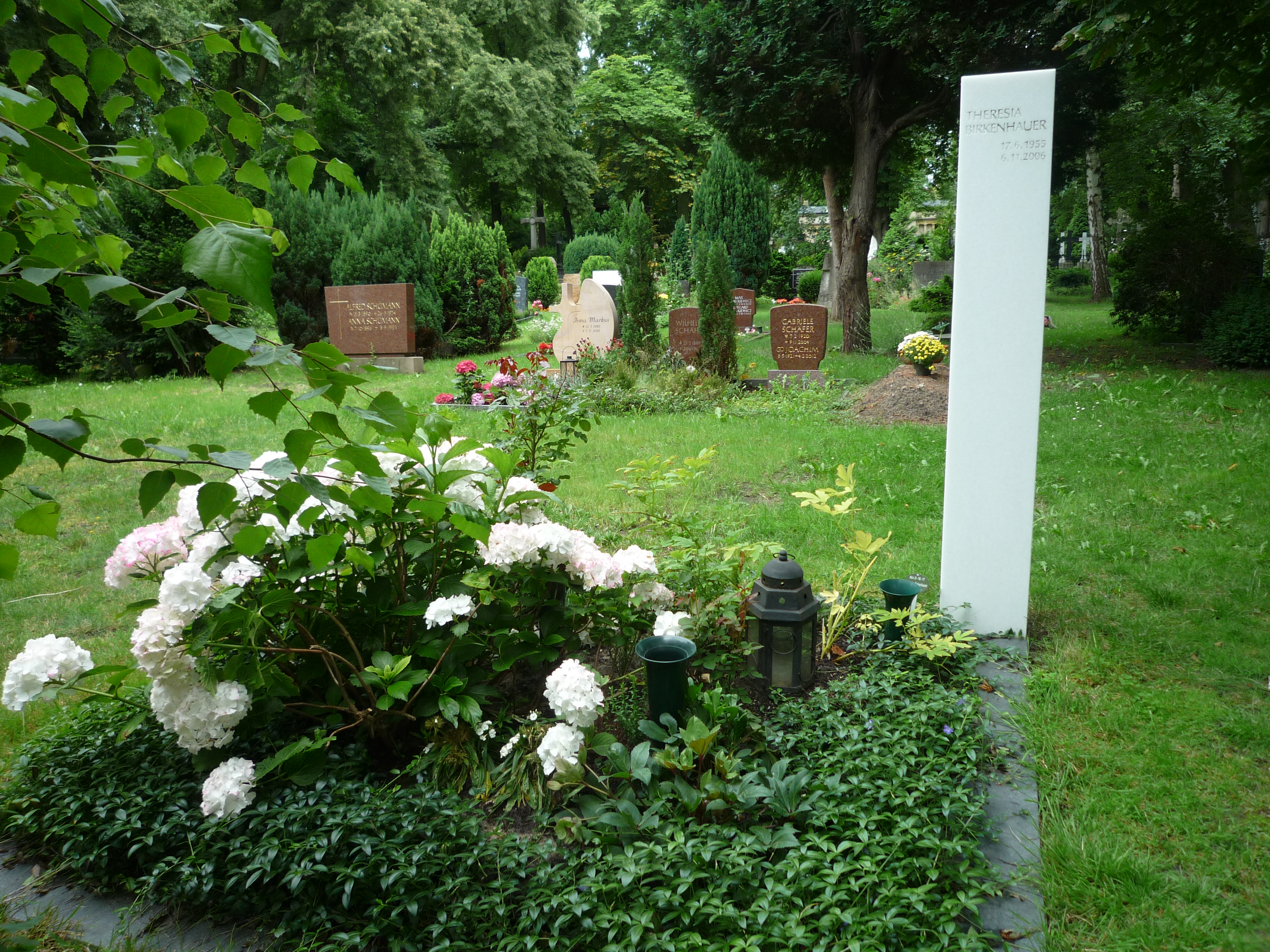
Grabstätte Theresia Birkenhauer, Alter St.-Matthäus-Kirchhof Berlin.

Sie promovierte und habilitierte an der Freien Universität Berlin, übernahm zahlreiche Lehrtätigkeiten, wie an der FU Berlin, der Staatlichen Hochschule für Gestaltung Karlsruhe und der Universität Leipzig.
Von 2002 bis 2005 war sie Professorin für Neuere deutsche Literatur mit dem Schwerpunkt Theater an der Universität Hamburg und von 2005 bis zu ihrem Tod, im November 2006, Professorin für Theorie und Geschichte des Theaters an der Universität der Künste Berlin.
Ihre Forschungsschwerpunkte waren: Else Lasker-Schüler, Heiner Müller, Hugo von Hofmannsthal, Friedrich Hölderlin, Maurice Maeterlinck, Cechov, Genet, Beckett, Theatertheorie sowie Theater- und Operndramaturgie.
Ihr Grab befindet sich auf dem Alten St.-Matthäus-Kirchhof in Berlin/Schöneberg, in der Abteilung D.

## Schriften

### Monografien
- Legende und Dichtung. Der Tod des Philosophen und Hölderlins Empedokles. Verlag: Vorwerk 8, Berlin 1996, ISBN 3-930916-06-1, zugleich: Dissertation, Freie Universität Berlin, 1995
- Schauplatz der Sprache – das Theater als Ort der Literatur. Verlag: Vorwerk 8, Berlin 2005, ISBN 3-930916-44-4, zugleich: Habilitationsschrift, Freie Universität Berlin

### Aufsatzsammlungen
- Theresia Birkenhauer, Barbara Hahn und Barbara Wahlster (Hrsg.): Theater-Theorie. Zwischen Szene und Sprache. Vorwerk 8, Berlin 2008, ISBN 978-3-940384-16-4.

### Als Herausgeberin
- Theresia Birkenhauer und Annette Storr (Hrsg.): Zeitlichkeiten – zur Realität der Künste. Theater, Film, Photographie, Malerei, Literatur. Verlag: Vorweg 8, Berlin 1998, ISBN 3-930916-07-X

### Aufsätze (Auswahl)
- Ein sogenanntes Lesedrama. Zu Friedrich Hölderlins Trauerspiel. Der Tod des Empedokles. In: Erika Fischer-Lichte, Wolfgang Greisenegger und Hans-Thies Lehmann: Arbeitsfelder der Theaterwissenschaft. Gunter Narr Verlag, Tübingen 1994, ISBN 3-8233-4035-2, S. 147
- Performance, Intermedialität, Minimalismus? Fragen an die Theatertheorie der späten Stücke Beckens. In: Hajo Kurzenberger und Annemarie Matzke (Hrsg.): TheorieTheaterPraxis (= Recherchen. Band 17). Verlag: Theater der Zeit, Berlin 2004, ISBN 3-934344-29-1, S. 240
- Theater...Theorie. „Ein unstoffliches Zusammenspiel von Kräften“. In: Patrick Primavesi und Olaf A. Schmitt (Hrsg.): AufBrüche. Theaterarbeit zwischen Text und Situation (= Recherchen. Band 20) Verlag: Theater der Zeit, Berlin 2004, ISBN 3-934344-39-9, S. 292
- Tragödie: Arbeit an der Demokratie Auslotung eines Abstandes. In: Theater der Zeit. Heft 11/2004, Theater und Krieg Reportagen aus den USA, Afghanistan, Irak, Inguschetien. Verlag: Theater der Zeit, ISSN 0040-5418, S. 27
- Bild – Beschreibung. Das Auge der Sprache. In: Ulrike Haß (Hrsg.): Heiner Müller Bildbeschreibung. Ende der Vorstellung (= Recherchen. Band 29) Verlag: Theater der Zeit, Berlin 2005, ISBN 3-934344-60-7, S. 93
- Mythenkorrektur als Öffnung theatralischen Raums: Ariadne auf Naxos. In: Martin Vöhler und Bernd Seidensticker (Hrsg.): Mythenkorrekturen – Zu einer paradoxalen Form der Myhthenrezeption (= Spectrum Literaturwissenschaft. Band 3). Verlag: Walter de Gruyter, Berlin 2005, ISBN 3-11-018290-4, S. 263
- Verrückte Relationen zwischen Szene und Sprache. In: Joachim Gerstmeier und Nikolaus Müller-Schöll (Hrsg.): Politik der Vorstellung. Theater und Theorie (= Recherchen. Band 36). Verlag: Theater der Zeit, Berlin 2006, ISBN 3-934344-62-3, S. 178
- Schweigende Präsenz. Zur szenischen Komposition der „Alkestis“ des Euripides. In: Theater der Zeit. Heft 2/2007, Volksbühne, was nun? Verlag: Theater der Zeit, ISSN 0040-5418, S. 35
- Die Zeit des Textes im Theater. In: Stefan Tigges (Hrsg.): Dramatische Transformationen. Zu gegenwärtigen Schreib- und Aufführungsstrategien im deutschsprachigen Theater. transcript Verlag, Bielefeld 2008, ISBN 978-3-89942-512-3, S. 247